# بارزين
بارزين (بالإنجليزية: Barzin)‏ هو مغني وكاتب غنائي ومغن مؤلف كندي بدأ مسيرته الفنية عام 1995.

## وصلات خارجية
- بارزين على موقع ميوزك برينز (الإنجليزية)
- بارزين على موقع ديسكوغز (الإنجليزية)
- الموقع الإلكتروني